# Acero y sangre
Acero y Sangre es el primer álbum de la banda vallecana de heavy metal Muro, lanzado en 1986. Fue uno de los álbumes encargados de introducir el speed metal en España. El álbum contiene el tema "Traidor", que está reconocida como un himno para los hinchas de Muro, narrando la historia de la traición de una persona.
Acero y sangre cuenta con una serie de temas emblemáticos, como el titulado "Acero y sangre", un tema en el estilo de Motörhead y Judas Priest. Luego viene "Juega Fuerte", tema tocado en la misma forma que los Judas Priest tocarían "Ram It Down" y el "Restless and Wild" de Accept. La letra habla sobre el madurar en la vida y el darse cuenta de que se pueden lograr cosas revirtiendo situaciones sin dejar de ser uno mismo y ceder a ser uno más del montón (sin duda un tema muy querido por los aficionados). El siguiente tema, "Amos de la Oscuridad", es un tema en el estilo de los Accept, en referencia a los manipuladores sociales que reinan dentro de nuestra sociedad en general. El quinto y sexto tema son "Mata" y "Mirada Asesina", que cumplen con la parte más comercial del álbum. El último mencionado, habla sobre la fuerza sexual que tiene el sexo femenino sobre el hombre. El séptimo tema, "Traidor", es todo un himno para los hinchas de Muro; no solo por ser uno de los temas más típicos del estilo de la banda, sino por su letra, que intenta crear la atmósfera que se vive después de que uno es traicionado durante una engañosa y ficticia amistad. Luego de un solo de batería viene el penúltimo tema del álbum, "Ciclón". Este es el tema más potente del álbum y, a su vez, nutrido de las líricas más fuertes del álbum. La letra habla sobre un personaje al borde del suicidio, que está siendo abandonado socialmente, torturado psicológicamente y, como respuesta, amenaza con deseos revanchistas. El último corte  es una versión de "Fast as a Shark", una canción de Accept. Este álbum es, hasta hoy, un álbum de culto dentro de los metaleros de la escuela más tradicional.
El álbum fue producido por dos miembros de Obús, Juan Luis Serrano y Fernando Sánchez (bajista y batería, respectivamente). Varias pistas del disco fueron escritas o coescritas por antiguos miembros de la banda, siendo "Mata", el único escrito por el prolífico tándem Silver/Largo.

## Canciones
1. "Intro" - 1:41
2. "Acero y Sangre" (J.M. Navarro, D. González) - 4:29
3. "Juega Fuerte" (J.M. Navarro, Pedro V. González) - 4:50
4. "Amos de la Oscuridad" (Pedro V. González) - 4:55
5. "Mata" (J.M. Navarro, S. Solórzano) - 4:18
6. "Mirada Asesina" (José A. Casal, Miguel Borja) - 3:19
7. "Traidor" (Pedro V. González) - 7:56
8. "Ciclón" (J.M. Navarro, Miguel Borja)- 3:54
9. "Fast as a Shark" (versión de Accept; Hoffmann, Kaufmann, Dirkschneider, Baltes) - 3:33

## Miembros
- Silverio Solórzano "Silver" - Voz
- José Manuel Navarro "Largo" - Guitarra
- Julio Rico "Julito" - Bajo
- Juan Ramón Ruiz "Lapi" - Batería